# St. Marien (Neustadt an der Weinstraße)
Die römisch-katholische Marienkirche oder St. Marien ist ein Bauwerk in Neustadt an der Weinstraße. Sie steht unter Denkmalschutz.

## Lage
Die Kirche befindet sich innerhalb der Innenstadt von Neustadt. Westlich verläuft die Klausengasse und südlich die Hetzelstraße. Unmittelbar nördlich verläuft der Speyerbach, von dem in diesem Bereich der Floßbach abzweigt. Auf der gegenüberliegenden Seite des Speyerbachs befindet sich das Casimirianum.

## Geschichte
Die unmittelbar benachbarte Stiftskirche wurde ab 1698 simultan von beiden Konfessionen genutzt. Da den Katholiken der ihnen zustehende Teil ab dem 19. Jahrhundert zu klein wurde, fiel der Entschluss, eine neue Kirche zu errichten, auf die das zuvor bei der Stiftskirche liegende Marienpatrozinium übertragen wurde. Finanziert wurde der Bau größtenteils durch den früheren bayerischen König Ludwig I.
Die Kirche gehört zum Dekanat Bad Dürkheim und fungiert seit 2016 als Pfarrkirche der Pfarrei Hl. Theresia von Avila, die große Teile der Stadt umfasst.

## Architektur und Innenausstattung
Beim Bauwerk handelt es sich dreischiffige neugotische Basilika mit mächtigem Westturm, der vom Architekten Vincenz Statz entworfen und von der Obersten Baubehörde in München überarbeitet wurde. Die Ausstattung innerhalb der Kirche ist ebenfalls denkmalgeschützt.